# Mościska I
Mościska I (ukr: Станція Мостиська І) – stacja kolejowa w Mościskach, w obwodzie lwowskim, na Ukrainie. Jest częścią Kolei Lwowskiej. 
Znajduje się na linii Lwów – Mościska II, między stacjami Sądowa Wisznia (20 km) i Mościska II (7 km).

## Historia
Stacja została otwarta w dniu 4 listopada 1861 roku podczas otwarcia pierwszej kolei galicyjskiej Lwów-Przemyśl. Pierwotnie nazywana została Mościska, ale po otwarciu w 1950 roku stacji granicznej Mościska II, zmieniono nazwę na Mościska I.
Linia kolejowa Lwów-Mościska II została zelektryfikowana w 1972.
Na stacji zatrzymują się wyłącznie pociągi podmiejskie. W kasie sprzedaje się również bilety komunikacji międzynarodowej.